# ويكيبيديا الفنلندية
ويكيبيديا الفنلندية (بالفنلندية: Suomenkielinen Wikipedia) هي إصدار اللغة الفنلندية من موسوعة ويكيبيديا، تاريخ إطلاقها كان في أواخر 2002، وفي يونيو 2009 أصبح لديها أكثر من 200,000 مقالة كثامن أكبر ويكيبيديا.
في عام 2013، تحققت صحيفة هيلسينجين سانومات من موثوقية ويكيبيديا الفنلندية. بتقييم جودة 134 مقالة أختيرت عشوائيًا ووجدوا أن 70٪ من المقالات سجلت درجة موثوقية جيدة.

## الإحصائيات
| عدد المستخدمين المسجلين | عدد المستخدمين النشيطين | عدد المقالات | صفحات المحتوى | عدد التعديلات | عدد الملفات المرفوعة | عدد الإداريين |
| ----------------------- | ----------------------- | ------------ | ------------- | ------------- | -------------------- | ------------- |
| 603٬439                 | 1٬542                   | 594٬511      | 1٬537٬261     | 23٬192٬075    | 78٬304               | 35            |

## التقدم

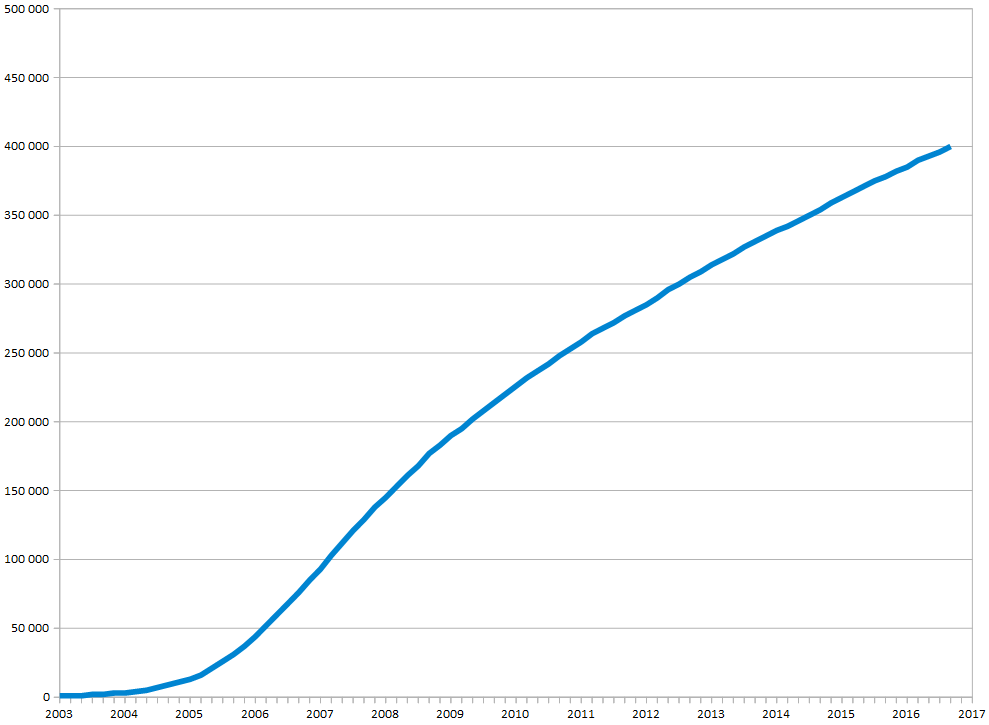
نمو عدد مقالات ويكيبيديا الفنلندية حتى عام 2017

- 500,000 مقالة - 28 ديسمبر 2020
- 450,000 مقالة - 12 يناير 2019
- 400,000 مقالة - 29 أغسطس 2016
- 350,000 مقالة - 9 يوليو 2014
- 300,000 مقالة - 26 يونيو 2012
- 250,000 مقالة - 24 سبتمبر 2010
- 200,000 مقالة - 12 أبريل 2009
- 150,000 مقالة - 4 فبراير 2008
- 100,000 مقالة - 11 فبراير 2007
- 50,000 مقالة - 21 فبراير 2006
- 15,000 مقالة - 9 فبراير 2005
- 5,000 مقالة - 15 أبريل 2004
- 1,000 مقالة - سبتمبر 2002